# Higa Yusaku
Yusaku Higa (sinh ngày 13 tháng 6 năm 1987) là một cầu thủ bóng đá người Nhật Bản.

## Sự nghiệp câu lạc bộ
Yusaku Higa đã từng chơi cho Blaublitz Akita.